# Peter Larsen
Pour les articles homonymes, voir Larsen.
Peter Larsen, né le 29 juin 1924 à Østrup (Danemark) et mort le 7 juillet 1970 à Odense (Danemark), est un homme politique danois membre du parti Venstre, ancien ministre et ancien député au Parlement (le Folketing).